# Nymphoides tonkinensis
Nymphoides tonkinensis là một loài thực vật có hoa trong họ Menyanthaceae. Loài này được (Dop) P.H. Hô mô tả khoa học đầu tiên năm 1993.